# Форрест, Джордж (ботаник)
Джордж Фо́ррест (англ. George Forrest; 13 марта 1873 — 5 января 1932) — шотландский ботаник, путешественник по Китаю.

## Биография
Джордж Форрест родился 13 марта 1873 года тринадцатым ребёнком в семье Джорджа Форреста и Мэри Бэйн в городе Фолкерк. В возрасте 4 лет переехал в Килмарнок, где отец открыл фирму. Там и получал начальное образование. После окончания школы некоторое время работал ассистентом местного химика, однако, получив от отца богатое наследство, принялся путешествовать.
В 1891 году отправился в родственникам, живущим в Австралии, для добычи золота. В 1902 году через Южную Африку вернулся в Шотландию, к своей матери. С 1903 года работал ассистентом Айсека Бэйли Бальфура в Эдинбургском ботаническом саду. Каждый день Форрест ходил 12 миль до работы и обратно.
В 1903 году Форрест был рекомендован Бальфуром ливерпульскому владельцу хлопковых плантаций  Артур Килпин Булли, искавшему путешественника в юго-западный Китай для создания питомника морозостойких азиатских растений. В 1904 году Джордж Форрест отправился на свою первую экспедицию в Китай, прибыл в Дали в августе. Там он помог сделать прививки от оспы нескольким тысячам местных жителей.
Вследствие ненависти местных жителей к иностранцам, ухудшившегося после массового убийства монахов Фрэнсисом Янгхазбендом, Форрест был единственным из 17 собирателей растений, не убитым и сумевшим бежать после дня исследований вокруг французской миссии. Форрест, передвигавшийся по лесу по ночам, едва избежал смерти, однако он утратил все свои записи, и нога его была изранена бамбуковым шестом. Несмотря на это он сразу же продолжил сбор растений, в чём ему помогали представители доброжелательного народа лису, замаскировавшие его под тибетца. Он сопровождал британского консула Джорджа Литтона в походе по современному району Салуин в Мьянме. Литтон вскоре заболел малярией и умер. В марте 1906 года Форрест посетил район Ликьян, где сам заразился малярией и был вынужден на время оставить путешествия. В конце 1906 года Форрест вернулся в Великобританию с обширным гербарием засушенных и живых растений.
В 1907 году Форрест женился на Клементине Трэйл, также работавшей в гербарии в Эдинбурге. У них было трое детей, которых Форрест в их детстве видел крайне редко. В 1910 году он снова отправился в Китай при поддержке Булли. Вследствие конфликта с Булли Форрест вскоре перешёл к его конкуренту Джону Чарльзу Уильямсу.
Впоследствии Форрест ещё 5 раз ездил в Китай и Бирму при поддержке Уильямса и образованного в 1915 году Рододендронового общества. В свою последнюю экспедицию, во время которой он собирался, по его собственным словам, дособирать все незамеченные ранее виды, он отправился в 1930 году. Форрест, по-видимому, выполнил цель экспедиции, собрав свыше 31 тысячи образцов растений, птиц, насекомых, млекопитающих и этнографии, однако не вернулся на родину. Во время охоты 5 января 1932 года в окрестностях города Тэнчуна у Форреста случился обширный инфаркт, вследствие которого он мгновенно скончался. 7 января он был похоронен в Тэнчуне, рядом со своим другом Джорджем Литтоном.

## Почести и награды
В 1921 году Форрест получил Медаль Виктории Королевского садоводческого общества. С 1924 года он был членом Лондонского Линнеевского общества. В 1927 году он был удостоен Мемориальной медали Вейтча. В 1930 году Рододендроновое общество вручило Форресту Кубок Рододендрона за открытие 260 новых видов рододендрона.

## Некоторые научные работы
Джордж Форрест практически не интересовался ботанической систематикой, оставляя определение собранных образцов другим учёным, главным образом Бальфуру.
- Smith, W.W.; Fletcher, H.R.; Forrest, G. The Genus Primula. — 1929—1950.

## Некоторые виды растений, названные в честь Дж. Форреста
- Abies forrestii Coltm.-Rog., 1912
- Aconitum forrestii Stapf, 1910
- Acronema forrestii H.Wolff, 1930
- Ajuga forrestii Diels, 1912
- Allantodia forrestii Ching ex Z.R.Wang, 1994
- Allium forrestii Diels, 1912
- Androsace forrestiana Hand.-Mazz., 1927
- Arenaria forrestii Diels, 1912
- Aristolochia forrestiana J.S.Ma, 1989
- Artemisia forrestii W.W.Sm., 1920
- Astragalus forrestii N.D.Simpson, 1913
- Begonia forrestii Irmsch., 1939
- Berberis forrestii Ahrendt, 1941
- Betula forrestii Hand.-Mazz., 1929
- Braya forrestii W.W.Sm., 1913
- Briggsia forrestii Craib, 1920
- Buddleja forrestii Diels, 1912
- Carex forrestii Kük., 1913
- Caryopteris forrestii Diels, 1912
- Chelonopsis forrestii J.Anthony, 1928
- Chirita forrestii J.Anthony, 1924 [≡ Henckelia forrestii (J.Anthony) D.J.Middleton & Mich.Möller, 2011]
- Chrysosplenium forrestii Diels, 1912
- Codonopsis forrestii Diels, 1912
- Cotoneaster forrestii G.Klotz, 1964
- Cremanthodium forrestii Jeffrey, 1913
- Cynanchum forrestii Schltr., 1913
- Cypripedium forrestii P.J.Cribb, 1992
- Daiswa forrestii Takht., 1983 [≡ Paris forrestii (Takht.) H.Li, 1984]
- Delphinium forrestii Diels, 1912
- Diospyros forrestii J.Anthony, 1934
- Dracocephalum forrestii W.W.Sm., 1916
- Dumasia forrestii Diels, 1912
- Epigeneium forrestii Ormerod, 2007 [≡ Dendrobium forrestii (Ormerod) Schuit. & Peter B.Adams, 2011]
- Festuca forrestii St.-Yves, 1927
- Galium forrestii Diels, 1912
- Garuga forrestii W.W.Sm., 1921
- Gentiana forrestii C.Marquand, 1928
- Habenaria forrestii Schltr., 1912 [≡ Peristylus forrestii (Schltr.) K.Y.Lang, 1987]
- Hedychium forrestii Diels, 1912
- Hemerocallis forrestii Diels, 1912
- Hemipilia forrestii Rolfe, 1913
- Heracleum forrestii H.Wolff, 1933
- Ilex forrestii H.F.Comber, 1933
- Indigofera forrestii Craib, 1913
- Iris forrestii Dykes, 1910
- Incarvillea forrestii H.R.Fletcher, 1935
- Impatiens forrestii Hook.f. & W.W.Sm., 1915
- Inula forrestii J.Anthony, 1934
- Jurinea forrestii Diels, 1912 [≡ Dolomiaea forrestii (Diels) C.Shih, 1986]
- Leontopodium forrestianum Hand.-Mazz., 1924
- Leptodermis forrestii Diels, 1912
- Lespedeza forrestii Schindl., 1912
- Linnaea forrestii Diels, 1912 [≡ Abelia forrestii (Diels) W.W.Sm., 1916]
- Liparis forrestii Rolfe, 1913
- Lysionotus forrestii W.W.Sm., 1928
- Meconopsis forrestii Prain, 1907
- Notopterygium forrestii H.Wolff, 1930
- Omphalodes forrestii Diels, 1912 [≡ Microula forrestii (Diels) I.M.Johnst., 1928]
- Omphalogramma forrestii Balf.f., 1912
- Parasenecio forrestii W.W.Sm. & Small, 1922
- Parrya forrestii W.W.Sm., 1914 [≡ Erysimum forrestii (W.W.Sm.) Polatschek, 1994]
- Pedicularis forrestiana Bonati, 1911
- Periploca forrestii Schltr., 1913
- Petrocosmea forrestii Craib, 1919
- Phlomis forrestii Diels, 1912 [≡ Phlomoides forrestii (Diels) Kamelin & Makhm., 1990]
- Phoebe forrestii W.W.Sm., 1921 [≡ Machilus forrestii (W.W. Sm.) L.Li, J.Li & H.W.Li, 2011]
- Phyllanthus forrestii W.W.Sm., 1914
- Plectranthus forrestii Diels, 1912 [≡ Isodon forrestii (Diels) Kudô, 1929]
- Pleione forrestii Schltr., 1912
- Pleurogyne forrestii Balf.f., 1908 [≡ Lomatogonium forrestii (Balf.f.) Fernald, 1919]
- Polygonum forrestii Diels, 1912
- Primula forrestii Balf.f., 1908
- Pyrola forrestiana Andres, 1913
- Randia forrestii J.Anthony, 1934 [≡ Benkara forrestii (J.Anthony) Ridsdale, 2008]
- Rhamnella forrestii W.W.Sm., 1917
- Rheum forrestii Diels, 1912
- Rhododendron forrestii Balf.f. ex Diels, 1912
- Rhodoleia forrestii Chun ex Exell, 1933
- Roettlera forrestii Diels, 1912 [≡ Oreocharis forrestii (Diels) Skan, 1917]
- Rosa forrestiana Boulenger, 1936
- Roscoea forrestii Cowley, 1982
- Rubus forrestianus Hand.-Mazz., 1933
- Salix forrestii K.S.Hao ex C.F.Fang & A.K.Skvortsov, 1998
- Saxifraga forrestii Engl. & Irmsch., 1912
- Scutellaria forrestii Diels, 1912
- Sedum forrestii Raym.-Hamet, 1912
- Sorbus forrestii McAll. & Gillham, 1980
- Staphylea forrestii Balf.f., 1912
- Strobilanthes forrestii Diels, 1912
- Swertia forrestii Harry Sm., 1965
- Syzygium forrestii Merr. & L.M.Perry, 1938
- Taraxacum forrestii Soest, 1961
- Thea forrestii Diels, 1912 [≡ Camellia forrestii (Diels) Cohen-Stuart, 1916]
- Tovaria forrestii W.W.Sm., 1914 [≡ Maianthemum forrestii (W.W.Sm.) LaFrankie, 1986]
- Tremacron forrestii Craib, 1918
- Tripterygium forrestii Loes., 1913
- Tsuga forrestii Downie, 1923
- Tylophora forrestii M.G.Gilbert & P.T.Li, 1995
- Utricularia forrestii P.Taylor, 1986
- Vernonia forrestii J.Anthony, 1933 [≡ Distephanus forrestii (J.Anthony) H.Rob. & B.Kahn, 1986]
- Veronica forrestii Diels, 1912
- Viola forrestiana W.Becker, 1923
- Vittaria forrestiana Ching, 1931 [≡ Haplopteris forrestiana (Ching) E.H.Crane, 1997]

## Некоторые виды животных, названные в честь Дж. Форреста
- Пищуха Форреста (Ochotona forresti)
- Бурундук Форреста (Sciurotamias forresti)
- Полёвка Neodon forresti[1]